# Clube Atlético Aliança
Maillots
Dernière mise à jour : 4 février 2012.
Le Clube Atlético Aliança est un club brésilien de football basé à Macapá dans l'État de l'Amapá. Le club évolue dans la ville de Santana.

## Palmarès
- Championnat de l'État de l'Amapá
  - Champion : 1998